# Won nordcoreano
Il won nordcoreano (조선민주주의인민공화국 원?, 朝鮮民主主義人民共和國圓?, Chosŏn minjujuŭi inmin konghwakuk wŏnLR; letteralmente "won della Repubblica Popolare Democratica di Corea") (ISO 4217: KPW) è la valuta ufficiale della Corea del Nord (o Repubblica Popolare Democratica di Corea). È suddiviso in 100 chŏn (o jeon, in coreano 전).
Il simbolo del won (o wŏn) (₩), si rappresenta in unicode come 20A9 (8361 del sistema decimale).
È emesso dalla Banca centrale della Repubblica Democratica Popolare di Corea.
Il won è diventato la moneta ufficiale della Corea del Nord il 6 dicembre 1947, sostituendo lo yen coreano. È stato rivalutato 1 a 100 nel 1959.
Il won nordcoreano è esclusivamente in uso per i cittadini della Corea del Nord, mentre per i visitatori stranieri, vengono emessi degli speciali certificati di differenti colori:
- rossi per visitatori provenienti da paesi socialisti (Cuba, Cina, Vietnam, Laos)
- blu per visitatori provenienti da paesi capitalisti

anche se recentemente c'è stata un'apertura verso l'accettazione di valute forti, come l'euro o il dollaro statunitense ed è stato consentito l'uso anche agli stranieri delle banconote e monete usate dalla popolazione locale in sostituzione dei vecchi "buoni" rossi o blu.
In precedenza il tasso di cambio era fissato a un tasso puramente simbolico di 1 USD = 2,16 KPW, ma il cambio nel mercato nero era tutt'altra cosa.
Dal 2001 le banche hanno abbandonato il tasso fisso ed effettuano scambi più vicini al valore di mercato, anche se ancora lontani dal cambio che si può trovare al mercato nero.

## Monete
Le monete in circolazione sono nei tagli da:
- 1, 5, 10, 50 chŏn
- 1, 10, 50, 100 wŏn

## Banconote
Le banconote (o certificati di vario colore) in circolazione sono nei tagli da:
- 1, 5, 10, 50, 100, 200, 500, 1000, 5000 won